# 수샨샨
수샨샨(중국어 간체자: 苏杉杉, 정체자: 蘇杉杉, 병음: Sū Shānshān, 한자음: 소삼삼, 영어: Air Su, 1997년 3월 23일 ~ )은 중국의 아이돌 가수, 배우이다. 중국의 걸 그룹 BEJ48 Team E의 일원이다. 소속사는 STAR48이다.

## 내력
2016년 1월 18일, SNH48 6기생으로 가입했다. 4월 20일, BEJ48으로 이적하고, BEJ48 Team E의 멤버가 되었다. 4월 29일, BEJ48의 멤버로서 Team E 1st Stage 「잠 못 이루는 밤」 공연에서 정식으로 극장 데뷔하였다. 5월, 자신이 시나 웨이보에 올렸던 사진들이 일본의 매체에 전파되어 일본의 네티즌들은 수샨샨을 ‘4만년에 한 번 만나는 미소녀(4万年一遇的美女)’라고 칭하였다. 6월 20일, 라이브 선발 예능 프로그램 《아시대정탐》 (我是大星探)에서 심사위원을 맡았다. 7월 30일, SNH48 제3회 선발 총선거에서 BEJ48 부문에서 '제7위'를 획득하였다. 9월 28일, 패션 화보 《패션 신사 L’OFFICIEL HOMMES》 (时装男士L’OFFICIEL HOMMES)의 10월호를 촬영하였다.
2017년 1월 7일, SNH48 제3회 리퀘스트 TIME BEST 50에 참여하였다. 5월 9일, 게임 《더 킹 오브 파이터즈: 데스티니》 (拳皇命运)의 홍보 모델로 발표회에 참석하였다. 5월 17일, 스바 스튜디오(丝芭影视)에서 제작한 웹 영화 《대당할유기》 (大唐嘻游记)의 제작 발표회에 참석하였다. 7월 29일, SNH48 Group 제4회 선발 총선거에서 최종 32151표를 획득하여, '제21위'에 올랐으며, TOP32 중에 한 명이 되었다. 또한, BEJ48 부문에서 '제2위'를 획득하였다.
2018년 2월 3일, SNH48 Group 제4회 리퀘스트 TIME BEST 50에 참여하였다. 7월 28일, SNH48 Group 선발 총선거에서 최종 54696.94표를 획득하여, '제14위'에 올랐으며, TOP16 중에 한 명이 되었다. 또한, BEJ48 부문에서 '제1위'를 획득하였다. 12월 21일, SNH48 Group 제4회 리퀘스트 TIME BEST 50에서 1위를 달성하여 보상으로 《춘하추동》 (春夏秋冬)이 싱글과 뮤직비디오가 정식으로 발매하였다.
2019년 1월 4일, 솔로 싱글 《샨샨지각》 (杉杉来迟)을 정식으로 발매하였다. 이는 이례적으로 BEJ48의 멤버로서 처음으로 싱글 제작 활동을 이룬 일원에 해당된다. 3월 27일, BEJ48 8th EP 《아침 햇살 아래의 우리》 (晨曦下的我们)의 센터 포지션으로 선발되었다. 5월 25일, SNH48 Group 25th EP 《그해 여름의 꿈》 (那年夏天的梦)의 1열 포지션으로 선발되었다. 7월 27일, SNH48 Group 제6회 선발 총선거에서 최종 536758.0표를 획득하여, '제14위'에 올랐으며, TOP16 중에 한 명이 되었다. 또한, BEJ48 부문에서 '제2위'를 획득하였다.
2020년 1월 15일, 서바이벌 프로그램 참가를 정식으로 알렸다. 3월 12일, 동영상 사이트 플랫폼 아이치이에서 주최한 걸 그룹 결성 프로젝트 서바이벌 프로그램 《청춘유니 시즌 2》에 참가하였다. 5월 2일, 2차 순위 발표식에서 탈락하였다. 5월 30일, 최종 순위 발표식에서 마지막 무대에 참가하였고, 프로그램을 정식으로 마쳤다.